# Stefan Strandberg
Ken Remi Stefan Strandberg (sinh ngày 25 tháng 7 năm 1990) là một cầu thủ người Na Uy chơi ở vị trí hậu vệ cho câu lạc bộ Hannover 96 tại giải Bundesliga. Sinh ra ở Lyngdal, Strandberg bắt đầu sự nghiệp chuyên nghiệp của mình cho Mandalskameratene trước khi chuyển tới Valerenga trong năm 2009. Sau ba mùa giải với câu lạc bộ Oslo, anh gia nhập Rosenborg trước mùa giải 2012.
Strandberg là cầu thủ đội tuyển Na Uy U-15 đến U-21 và là đội trưởng của đội U-21 dự Giải vô địch U-21 bóng đá châu Âu 2013. Anh đã được gọi vào đội tuyển quốc gia hai lần, nhưng đã phải rút khỏi đội hình cả hai lần vì chấn thương.

## Sự nghiệp câu lạc bộ
Strandberg được sinh ra tại Lyngdal và chơi cho IL Lyngdal cho đến khi anh chuyển đến Mandalskameratene năm 2006 nơi anh có trận ra mắt đội hình chính ở tuổi 15. Anh chơi ba mùa bóng cho Mandalskameratene và đã có tám lần ra sân tại giải hạng nhất.
Strandberg ký hợp đồng bốn năm với Valerenga trong năm 2009 Anh được cho mượn sang Bryne FK trong tháng 7 năm 2009, như một sự thay thế cho Christian Gauseth. Strandberg chơi bốn trận đấu tại giải hạng nhất trong suốt mùa hè, trước khi trở về Valerenga. Anh đã có màn ra mắt câu lạc bộ taị giải hạng nhì Na Uy vào ngày 12 tháng 9 năm 2009 khi anh thay thế Mohammed Fellah ở phút thứ 11 trước khi thi đấu 90 phút trong trận đấu với Fredrikstad. Trước đó anh đã thử việc với các câu lạc bộ như: Derby, Portsmouth và Stuttgart Valerenga đã bán Strandberg, vì anh chỉ còn một năm hợp đồng. Anh được bán cho Rosenborg trước mùa giải 2012.

## Sự nghiệp quốc tế
Strandberg làn đầu tiên được gọi vào đội tuyển U-15 quốc gia, nơi anh đã chơi hai trận trong năm 2005. Một năm sau đó, anh đã chơi ba trận cho đội tuyển U-16. Anh ghi một bàn thắng trong các trận đấu cho đội tuyển U-18 tuổi trong năm 2008, trước khi anh chơi bốn trận đấu cho đội tuyển U-19 trong năm tiếp theo. Anh có trận ra mắt cho đội tuyển U-21 khi anh thay thế Harmeet Singh ở phút thứ 78 của trận đấu với U-21 Hungary vào ngày 28 tháng 5 năm 2010. Sau đó, anh chính thức thi đấu thường xuyên trong đội U-21, và là đội trưởng của đội U-21 tham dự giải vô địch U-21 bóng đá châu Âu 2013
Strandberg đã được gọi vào đội tuyển Na Uy cho King Cup 2012, nhưng đã phải rút lui vì chấn thương và người vào thay anh là Thomas Drage. Strandberg cũng được gọi vào đội tuyển quốc gia cho các trận đấu giao hữu với Nam Phi và Zambia vào tháng 1 năm 2013, nhưng đã phải rút lui khỏi đội tuyển do chấn thương ở hông và phải phẫu thuật.

## Thống kê sự nghiệp
Tính đến 18 tháng 3 năm 2021
| Mùa giải            | Câu lạc bộ          | Hạng                   | Giải đấu | Giải đấu | Cúp quốc gia | Cúp quốc gia | Châu Âu | Châu Âu | Tổng cộng | Tổng cộng |
| Mùa giải            | Câu lạc bộ          | Hạng                   | Trận     | Bàn      | Trận         | Bàn          | Trận    | Bàn     | Trận      | Bàn       |
| ------------------- | ------------------- | ---------------------- | -------- | -------- | ------------ | ------------ | ------- | ------- | --------- | --------- |
| 2007                | Mandalskameratene   | Adeccoligaen           | 8        | 0        | 0            | 0            | 0       | 0       | 8         | 0         |
| 2009                | Vålerenga           | Tippeligaen            | 5        | 0        | 2            | 0            | 0       | 0       | 7         | 0         |
| 2009                | Bryne               | Adeccoligaen           | 4        | 0        | 0            | 0            | 0       | 0       | 4         | 0         |
| 2010                | Vålerenga           | Tippeligaen            | 28       | 1        | 1            | 0            | 0       | 0       | 29        | 1         |
| 2011                | Vålerenga           | Tippeligaen            | 26       | 1        | 2            | 1            | 4       | 0       | 32        | 2         |
| 2012                | Rosenborg           | Tippeligaen            | 23       | 2        | 3            | 1            | 10      | 0       | 36        | 3         |
| 2013                | Rosenborg           | Tippeligaen            | 23       | 1        | 6            | 0            | 2       | 0       | 31        | 1         |
| 2014                | Rosenborg           | Tippeligaen            | 20       | 1        | 2            | 0            | 5       | 0       | 27        | 1         |
| 2015                | Rosenborg           | Tippeligaen            | 13       | 0        | 2            | 0            | 0       | 0       | 15        | 0         |
| 2015–16             | FC Krasnodar        | Russian Premier League | 15       | 0        | 0            | 0            | 8       | 0       | 23        | 0         |
| 2016–17             | FC Krasnodar        | Russian Premier League | 1        | 0        | 0            | 0            | 2       | 0       | 3         | 0         |
| 2016–17             | Hannover 96         | 2. Bundesliga          | 12       | 0        | 1            | 0            | 0       | 0       | 13        | 0         |
| Ural (mượn)         | 2018–19             | Russian Premier League | 10       | 0        | 2            | 0            | -       | -       | 12        | 0         |
| Trapani             | 2019–20             | Serie B                | 12       | 0        | 0            | 0            | -       | -       | 12        | 0         |
| Ural                | 2020–21             | Russian Premier League | 10       | 1        | 1            | 0            | -       | -       | 11        | 1         |
| Tổng cộng sự nghiệp | Tổng cộng sự nghiệp | Tổng cộng sự nghiệp    | 210      | 7        | 23           | 2            | 31      | 0       | 264       | 9         |

### Bàn thắng quốc tế
Bàn thắng và kết quả của Na Uy được để trước.
| #  | Ngày               | Địa điểm                                      | Đối thủ | Bàn thắng | Kết quả | Giải đấu |
| -- | ------------------ | --------------------------------------------- | ------- | --------- | ------- | -------- |
| 1. | 6 tháng 6 năm 2021 | Sân vận động La Rosaleda, Malaga, Tây Ban Nha | Hy Lạp  | 1–2       | 1–2     | Giao hữu |

## Danh hiệu

### Cá nhân
- 23 cầu thủ xuất sắc nhất giải U-21 châu Âu 2013[12][13]